# Запретная миссия
«Запретная миссия» (англ. Catch That Kid) — кинофильм режиссёра Барта Фрейндлиха. Мировая премьера состоялась 6 февраля 2004 года.
Слоган фильма: «Они находятся в банке без разрешения…»

## Сюжет
Отец двенадцатилетней Мэдди (Кристен Стюарт) был поистине рьяным любителем скалолазания, что и передалось его дочери. Однако его увлечение стоило ему многого. В один день он сорвался вниз и при падении повредил позвоночник. Диагноз неутешительный: паралич. Операция ужасно дорогая, а у семьи нет возможности оплатить даже половину! Расстроенная Мэдди раздумывает с друзьями, как бы помочь отцу. И в один прекрасный день ей приходит в голову абсурдная, но такая заманчивая идея: ограбить банк, в котором работает её мама. Вместе с Гасом (Макс Тириот) и Остином (Корбин Блю) Мэдди разрабатывает целый план ограбления. Конечно, из этого ничего не выходит, ребят останавливают, но, пораженные стремлением помочь отцу любой ценой, люди приходят к матери Мэдди и жертвуют деньги на лечение. Конечно, без богатых друзей денег бы всё равно не хватило, но и они есть в этом фильме. Очаровательный мистер Хартман (Джон Кэррол Линч) приносит щедрый чек и сообщение о том, что директор банка разрешил Молли (Дженнифер Билз), маме Мэдди, брать кредит на любую сумму.
В конце фильма показывают всю счастливую семью, спустя 3 месяца после операции. Сочетание замечательной игры молодых талантливых актёров, доброго юмора и интересного сюжета.

## В ролях
| Актёр              | Роль           |
| ------------------ | -------------- |
| Кристен Стюарт     | Мэдди Филлипс  |
| Корбин Блю         | Остин          |
| Макс Тириот        | Гас            |
| Дженнифер Билз     | Молли Филлипс  |
| Сэм Робардс        | Том Филлипс    |
| Грант Хейден Скотт | Макс Филлипс   |
| Шэйн Эйвери Скотт  | Макс Филлипс   |
| Джон Кэррол Линч   | мистер Хартман |
| Джеймс ЛеГрос      | Феррелл        |
| Майкл Дес Баррес   | Брисбен        |
| Старк Сэндс        | Чэд            |
| Кристин Эстабрук   | Шэрон          |
| Кевин Шмидт        | Скип           |
| Одри Василевски    | медсестра      |